# Луганський обласний краєзнавчий музей
Луганський обласний краєзнавчий музей — обласний краєзнавчий музей Луганської області; науково-дослідницький та науково-просвітницький центр, головне сховище пам'яток матеріальної та духовної культури Луганщини, науково-методичний центр музеєзнавства в регіоні.

## Історія закладу
На початку XIX століття представники луганської інтелігенції неодноразово робили спроби створити в місті музей. Так, Микола Іванович Стефанович — інтелігент, високоосвічена людина, член Луганської міської Думи, щирий цінувальник мистецтва, в січні 1914 року пише до Міської Думи рапорт, в якому обстоює необхідність створення міського музею для зберігання в ньому місцевих старожитностей. Миколу Стефановича підтримав археолог і краєзнавець Сергій Олександрович Локтюшев, опублікувавши в 1915 році кілька статей в газеті «Луганський листок» з приводу відкриття музею. Здійсненню задумів завадила Перша світова війна, а потому події, що відбувалися після Жовтневого перевороту (1917).
Відтак, у січні 1920 року у власному будинку Софії та Миколи Стефановичів було відкрито Музей живописної культури, першим директором якого власне і стала Софія Іллівна Стефанович.
Загалом у місті на початку 1920 року було створено два невеликі музеї — живописної культури та природничо-географічний. У 1924 році ці два музеї були об'єднані в Донецький соціальний музей.
У період з 1925 до 1927 рр. Державним соціальним музеєм Донбасу в м. Луганську завідував Малиношевський Олександр Володимирович.
Від 1938 року музей дістав назву Ворошиловградський краєзнавчий музей.
Напередодні Німецько-радянської війни в місті функціонували принаймні 2 музеї: краєзнавчий та музей Революції. Колекції цих музеїв на той час були досить значними. Так, у краєзнавчому (1938) налічувалось понад 9 тисяч музейних предметів, з-поміж них близько 2,5 тисяч експонувалось. Тут були справжні роботи Буше, Теньяра, Катарбинського, Пимоненка, Богданова-Бєльського, Васильківського, копії картин Мурільйо, Рубенса, Корреджіо, скульптурні роботи Гінзбурга, Адамсона, зразки старовинної саксонської і севрської порцеляни, старовинні меблі.
Із початком війни заступнику директора музею на той час С. О. Локтюшеву разом з підручними вдалося заховати частину колекції, решта ж було розграбовано або знищено у пожежі (те, ще перебувало в приміщенні музею Революції). Під час німецької окупації Локтюшев зберігав свою посаду, але відразу після звільнення міста, 20 лютого 1943 року, його як фашистського колаборанта було заарештовано і ув'язнено, а невдовзі він помер у тюрмі. Ця людина, що чимало зробила для становлення музейної справи в Луганську, була посмертно реабілітована в 1990 році.

Будинок в Луганську, де розташовувався музей до 2014 року, архітектор Ю. Галамерштейн

Наприкінці 1945 року краєзнавчий музей у Ворошиловграді (Луганську) починає відроджуватись. Йому виділяється приміщення, передаються з НКВС жалюгідні залишки колекції.
У повоєнний час колекція Луганського обласного краєзнавчого музею створюється фактично наново. Найважливіше значення у її наповненні відігравали наукові (археологічні) експедиції, що організовувались на Донбасі. Так, улітку 1979 року Сіверсько-Донецька експедиція Інституту археології АН УРСР проводила пошукові археологічні роботи у зоні будівництва Суходольської зрошувальної системи біля села Великий Суходіл Краснодонського району, в ході якої були досліджені 4 давніх кургани, багаті на археологічні артефакти, як бабинської та зрубної археологічних культур, так і пізніших сармато-половецьких нашарувань. Ще одним джерелом поповнення колекції музею є знахідки й подарунки громадян.
У 2000-ні Луганський обласний краєзнавчий музей — науково-дослідницька та культурна установа з вивчення минулого краю, у музеї постійно оновлюється експозиція, створюються тематичні виставки з багатих музейних фондів. Заклад відвідувало близько 100 тисяч осіб щороку, тут організовувалося понад 2,5 тисяч оглядових і тематичних екскурсій з історії рідного краю, природознавства, етнографії тощо.
У зв'язку з російською окупацією Луганська, у грудні 2014 року музей було евакуйовано до міста Старобільськ.

## Фонди, експозиція, структура

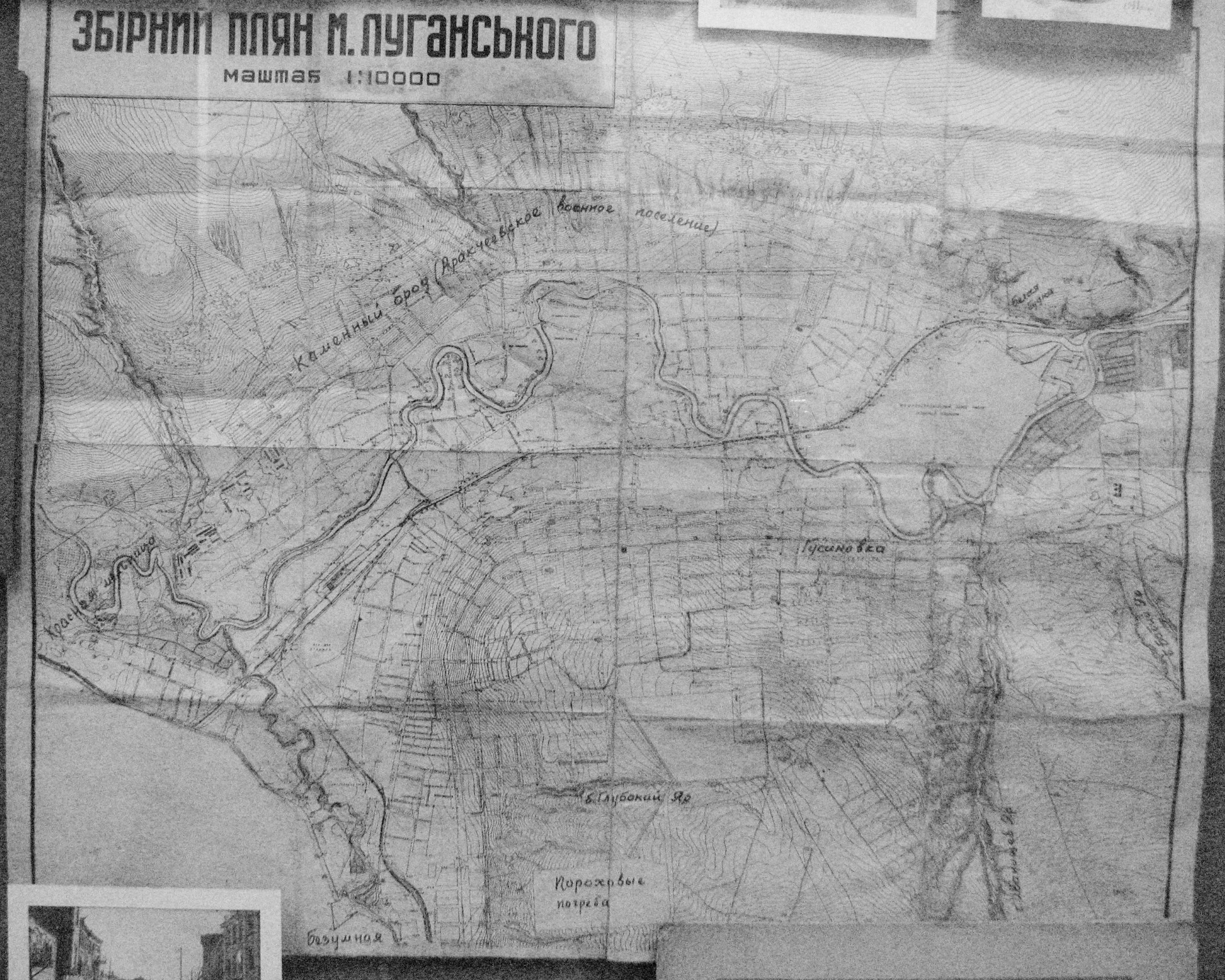
Збірний план м. Луганськ

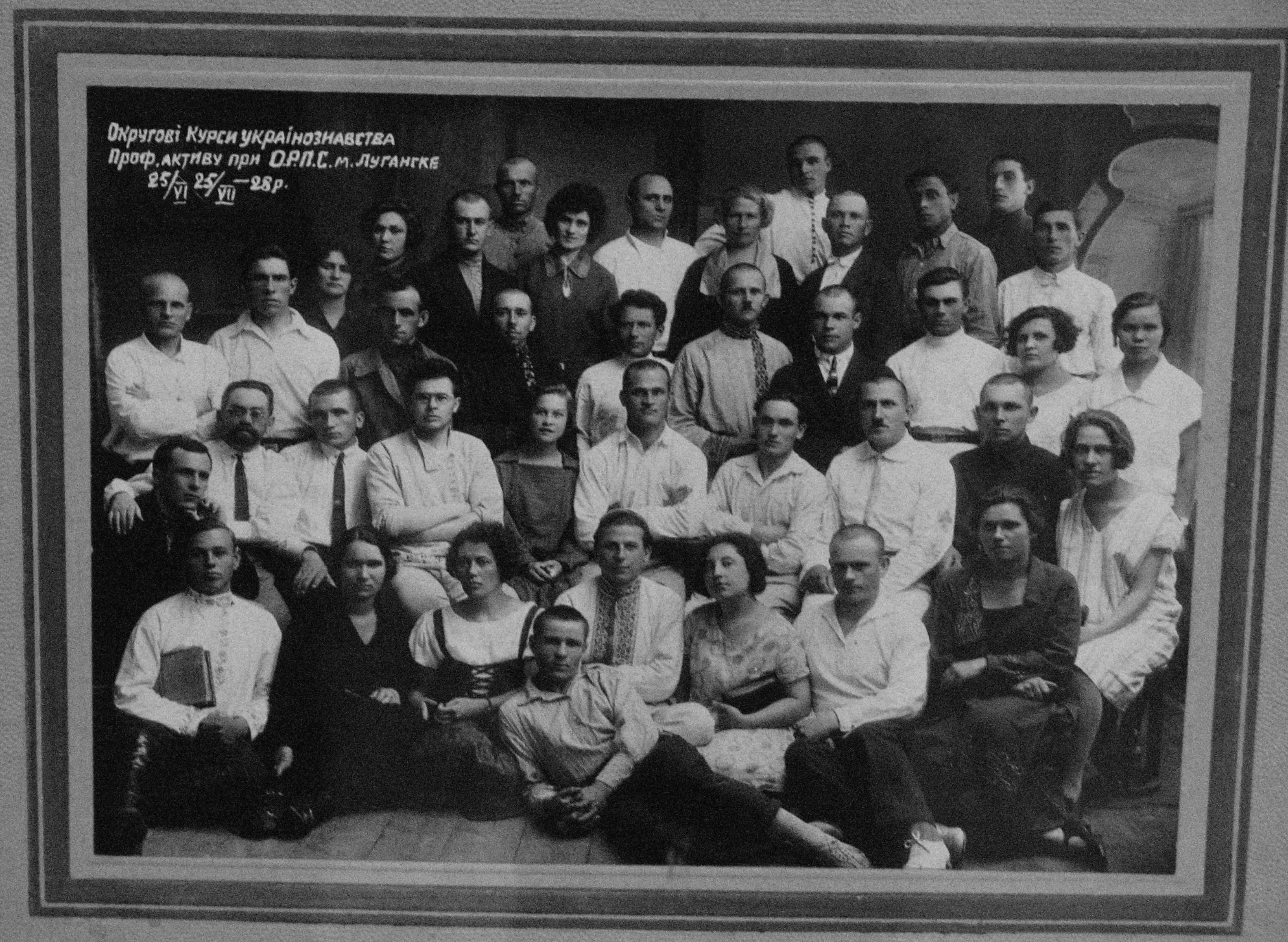
Округові курси українознавства проф. активу при О. Р. П. С./округовій раді професійних спілок/. 1928 р.

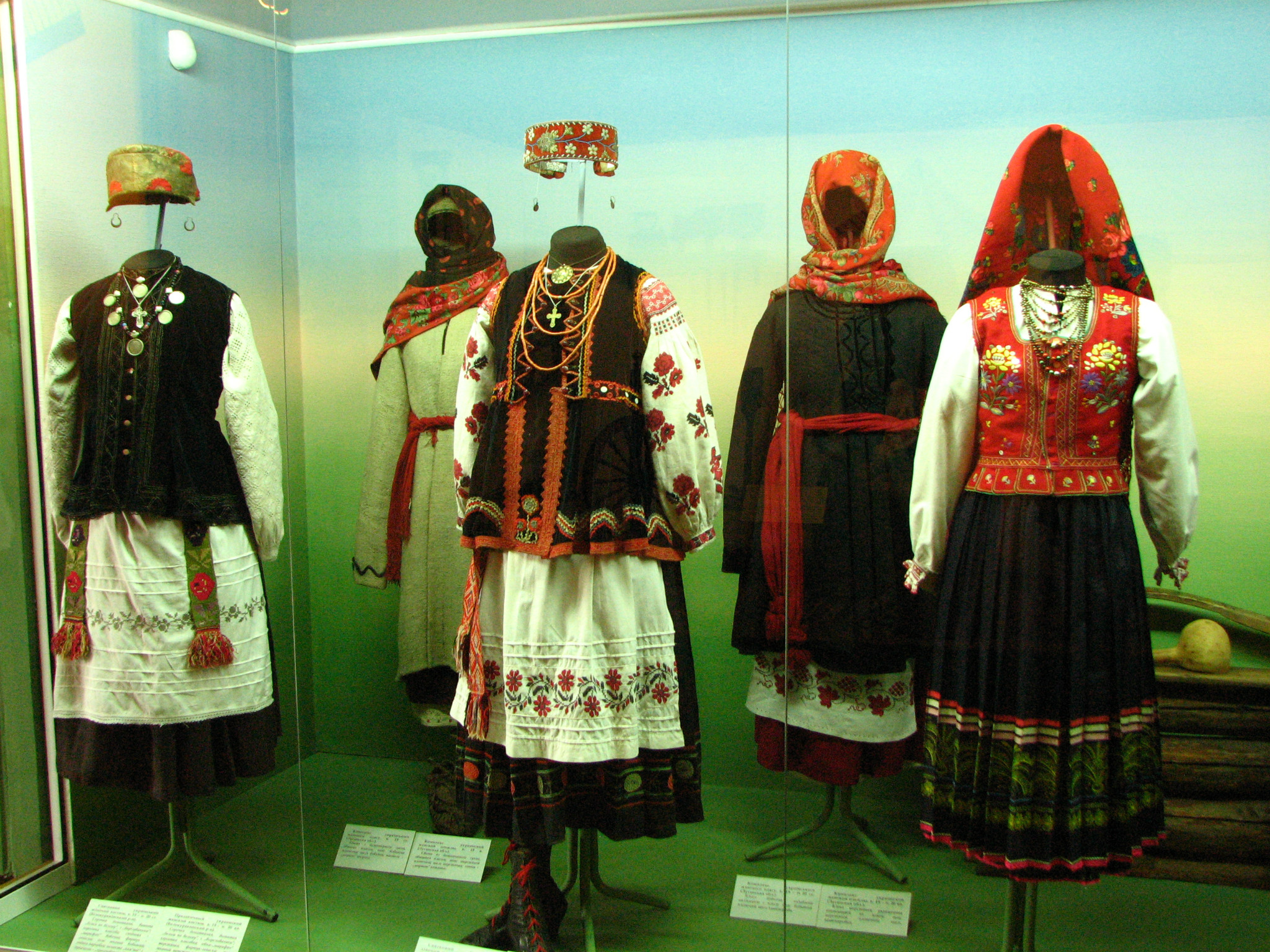
Жіноче народне вбрання

Колекція Луганського обласного краєзнавчого музею налічує понад 180 тисяч одиниць зберігання (оригінали) — це пам'ятки археології, етнографії, зібрання нумізматики, світлини, документи, твори мистецтва й побутові речі.
Музейну експозицію розгорнуто на площі понад 2 тисячі м² — в 19 залах на 3 поверхах приміщення музею представлено більше 15 тисяч оригінальних експонатів, й вона складається з таких відділів:
- «Природа краю»;
- «Наш край у давнину (археологія)»;
- «Народна спадщина (етнографія)»;
- «Край у 1917—1922 роки»;
- «Луганщина у 1920—40-х роках»;
- «Луганська область у роки Другої світової війни»;
- «Луганщина сучасна».

Колектив музею по праву пишається своєю археологічною колекцією — це близько 65 тисяч предметів, що належать до різних епох, зроблені руками представників різних етносів. Прикрасами археологічного зібрання, зокрема, є залізний прорізний скіфський меч акинак, знайдений в ході розкопок у степовому кургані влітку 1969 року на території міста Перевальська на Луганщині в похованні знатного скіфа-воїна IV століття до н. е.; жіноча половецька скульптура з дитиною, знайдена в зруйнованому кургані біля села Чорнухине.
Перлиною музейного зібрання є невелика, але цінна, колекція стародруків — вона налічує 39 примірників, зокрема й «Євангеліє» 1746 року, надруковане в друкарні Києво-Печерської Лаври
Серед інших цікавих експонатів Луганського краєзнавчого музею та історій їх винайдення:
- у довоєнній колекції музею зберігається цікавий раритет — російська медаль, яка була затверджена 10 липня 1904 року і вручена учасникам битви російського і японського флотів під Чемульпо, зокрема і луганчанину Карпу Івановичу Болдирєву, машиністу крейсера «Варяг», чия нагорода тебер у музеї;
- 13 червня 1961 року до музею прийшов вибійник шахти ім. Артема Л. З. Борзнов і передав скарб, який складався з 35 срібних монет XVII століття. Минув значний час, доки працівники музею з допомогою науковців Ленінградського Ермітажу визначили наукову значимість цього скарбу. Найбільш ранньою його монетою був польський коронний півторак Сигізмунда ІІІ Ваза, карбований в місті Бидгощі в 1621 році, а «найпізнішими» — так звані «єфимки» царя Олексія Михайловича 1655 року. Основну частину скарбу складали монети Польщі, карбовані у 1621—26 роки. Проте найбільш рідкісними й цікаві виявились са́ме «єфимки», адже ці монети спеціального воєнного випуску, викарбувано в 1655 році в Москві на європейських талерах. Існує думка, що са́ме це і є славнозвісні «Богданові гроші» — монети, що складали платню Запорізькому війську від московського царя після Переяслава;
- у 1983 році з Кремінної до обласного музею приїхали двоє молодих людей. Вони запропонували купити у них скляний кубок з металевою кришкою, в якому у їхньому господарстві зберігали крупу. Після ретельного дослідження було встановлено наявність на кришці та оковці клейма фірми Карла Фаберже в Москві. Кубок виготовлений з гірського кришталю з ручною алмазною гранню, зі срібною оковкою по краю, кришкою та масивною ручкою. На кубку напис: «Примите же сей кубокъ как приветъ. Как дружбы нашей знакъ за четверть въка! 1 марта 1899 г.»;
- найбільшим і найважчим з усіх музейних експонатів є встановлена перед входом до музею гармата «фортечний єдиноріг», відлита на Луганському ливарному заводі, первісткові української металургії. Дата виготовлення викарбувана на самій гарматі: «1814 рік».

## Філії
Луганський обласний краєзнавчий музей має 7 філій-відділів у містах і районах області:
- Свердловський краєзнавчий музей;
- Старобільський краєзнавчий музей;
- Новопсковський краєзнавчий музей;
- Станично-Луганський краєзнавчий музей;
- Алчевський історичний музей;
- Музей історії міста Первомайська;
- Ровеньківський музей «Пам'яті загиблих».

## Світлини

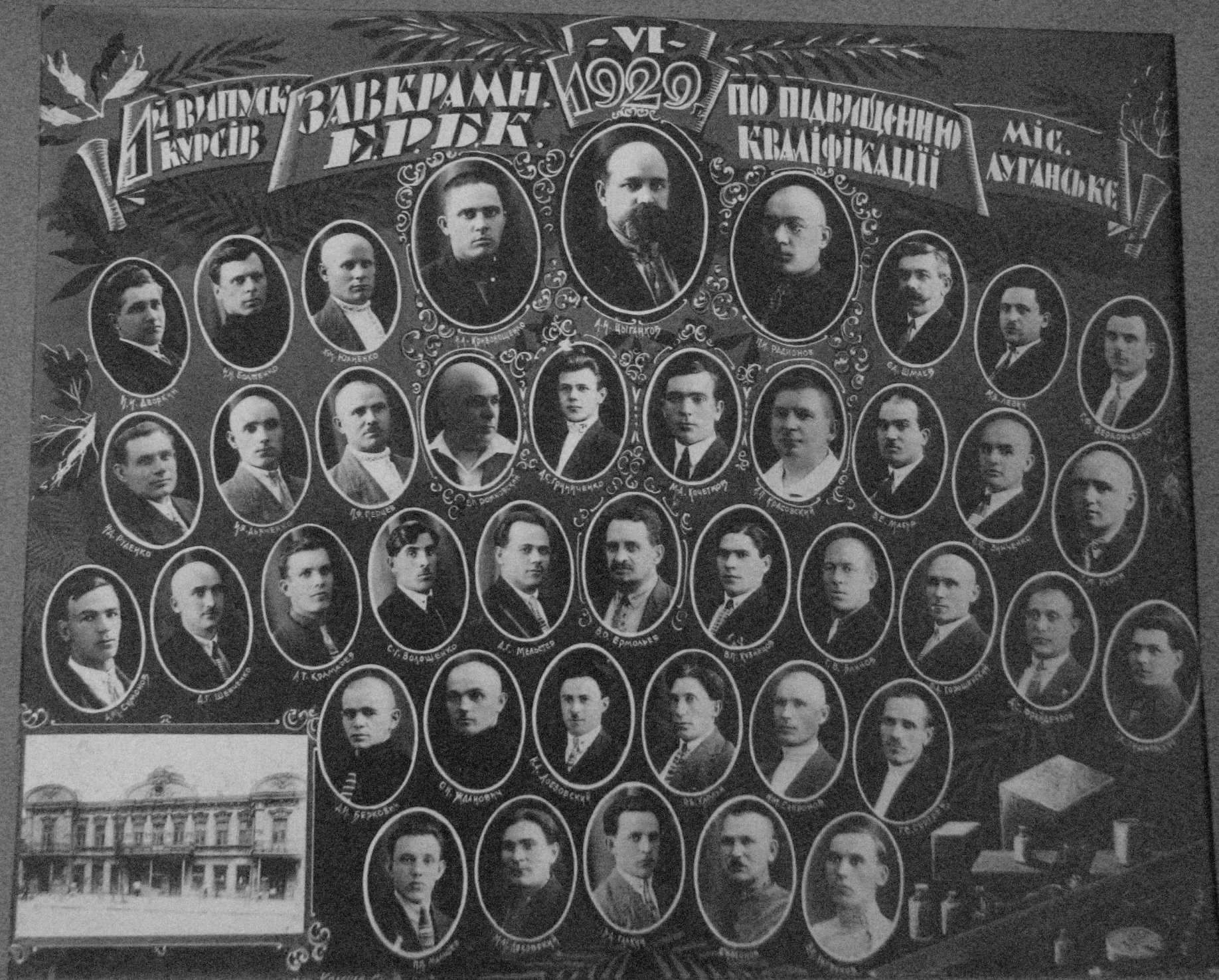
1-й випуск курсів завкрамн. Е.Р.Б.К по підвищенню клаліфікації. 1929 рік.
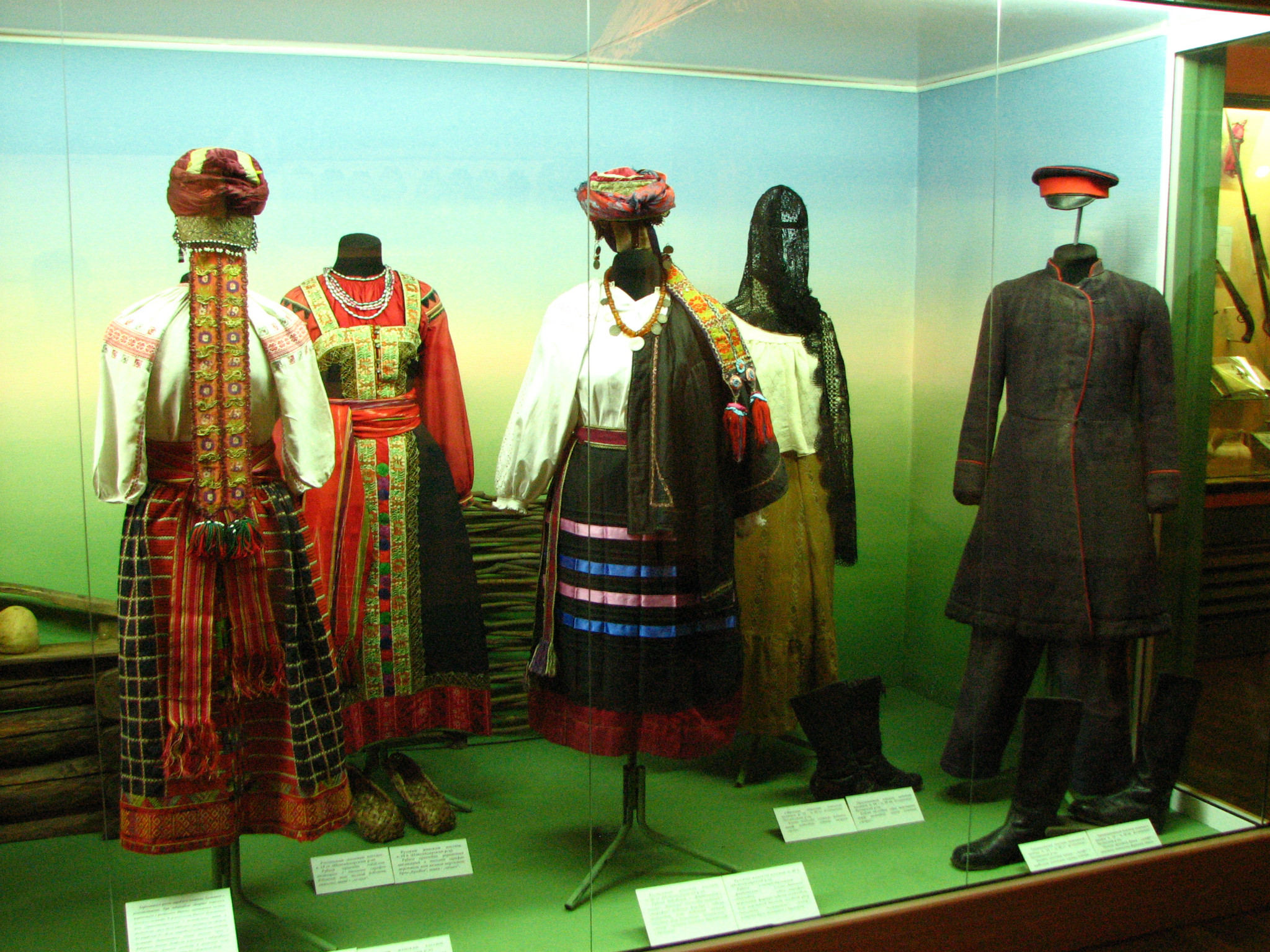
Народне вбрання

## Виноски
1. 1 2 3 4 5 6 7  Клочко Т.М. (учений секретар), Коченко Н.М. (головний зберігач Луганського обласного  краєзнавчого музею) Луганський обласний краєзнавчий музей [Архівовано 20 серпня 2013 у Wayback Machine.] на www.museum-ukraine.org.ua (журнал «Музеї України») [Архівовано 15 липня 2011 у Wayback Machine.]
2. ↑  Луганський краєзнавчий музей на сайті луганської військово-цивільної адміністрації. Архів оригіналу за 4 березня 2016. Процитовано 3 листопада 2015.
3. ↑  Областной краеведческий музей изменит «прописку». Архів оригіналу за 1 липня 2015. Процитовано 29 червня 2015.